# George McGrath
George Frederick McGrath (Camberwell, Londres, 19 de setembre de 1885 - Croydon, Londres, 6 d'agost de 1956) va ser un jugador d'hoquei sobre herba anglès que va competir a començaments del segle xx.
El 1920 va prendre part en els Jocs Olímpics d'Anvers, on va guanyar la medalla d'or com a membre de l'equip britànic en la competició d'hoquei sobre herba.